# Карло Коціо
Карло Коціо, граф Монтігліо і Салабуе (бл. 1715 – бл. 1780) - італійський шахіст і теоретик. Перш за все відомий завдяки книзі Il giuoco degli scacchi та захисту Коціо в іспанській партії.

## Біографія
Карло Коціо народився в Казале-Монферрато близько 1715 року. Оженився на донні Таддеа деї маркезі ді Барбіано ді К'єрі й від неї мав єдиного сина графа Ігнаціо Алессандро Коціо ді Салабуе (1755–1840), який став відомим колекціонером скрипок.
1740 року закінчив рукопис книги Il giuoco degli scacchi o sia Nuova idea di attacchi, difese e partiti del Giuoco degli Scacchi, яку опублікував 1766 року в Турині Стамперія Реале. Книга складалася з двох томів, які містили разом 700 сторінок.  Також він відомий завдяки мату Коціо.